# Jawbreaker (film)
Jawbreaker is een Amerikaanse tienerkomische film uit 1999. De film is geïnspireerd door Heathers uit 1988 en geschreven en geregisseerd door Darren Stein. Rose McGowan, Rebecca Gayheart, Judy Greer en Julie Benz vertolken de hoofdrollen.
Jawbreaker kwam op 19 februari 1999 uit in de VS en was zowel bij de critici als financieel een flop. Zo behaalt hij op de website Rotten Tomatoes slechts 7% en gaf de bekende criticus Roger Ebert hem 1,5 op 4, met vooral kritiek op het scenario.

## Verhaal
Courtney, Marcie, Julie en Liz zijn de mooiste en populairste meisjes op school. Als de drie eerstgenoemden bij wijze van grap Liz knevelen en ontvoeren stikt het meisje. Onder impuls van Courtney besluiten ze het lijk terug in bed te leggen en het voor te stellen als een uit de hand gelopen liefdesspel.
Terwijl ze daarmee bezig zijn worden ze echter betrapt door de seutige Fern. Courtney koopt diens stilzwijgen door haar op te nemen in hun kliekje, waardoor ze – onder de nieuwe identiteit Vylette – al snel populair wordt. Zelfs populairder dan Courtney zelf, die Ferns echte identiteit bekendmaakt, waarna ze door iedereen wordt bespot.
Julie worstelt met haar geweten en wordt door Courtney aan de kant geschoven, waarna ze begint op te trekken met toneelspeler Chad en een relatie met hem begint. Ze neemt hem in vertrouwen en samen zoeken ze bewijzen tegen Courtney. Ook de politie voert intussen een onderzoek naar Liz' dood. Een rechercheur komt hen allen ondervragen, maar iedereen houdt de lippen op elkaar. Er wordt een verdachte opgepakt die blijkbaar door Courtney in de val werd gelokt.
Ten slotte komt Julie aan een elektronische verjaardagskaart aan Liz die een stukje van het gesprek in Liz' kamer heeft opgenomen. In het stukje zegt Courtney Liz te hebben gedood. Met Chad en Fern haast ze zich naar het schoolbal dat aan de gang is. Chad laat de opname horen door de luidsprekers en Courtney druipt af terwijl ze wordt bekogelt met corsages. Aan de uitgang neemt Julie een foto van Courtney's vertrokken gezicht; een foto die uiteindelijk in het jaarboek belandt. De film eindigt met een uitspraak van Fern aan de rechercheur: Dit is de middelbare school, rechercheur Cruz. Wat is een vriend tenslotte?

## Rolverdeling
| Acteur           | Personage             | Beschrijving                                    |
| ---------------- | --------------------- | ----------------------------------------------- |
| Rose McGowan     | Courtney Alice Shayne | de leidster van het meisjeskliekje op school.   |
| Julie Benz       | Marcie Fox            | Courtney's blonde volgster.                     |
| Rebecca Gayheart | Julie Freeman         | de brunette die door Courtney wordt verstoten.  |
| Judy Greer       | Fern Mayo / Vylette   | de seut die Liz' plaats in het kliekje inneemt. |
| Charlotte Ayanna | Elizabeth (Liz) Purr  | het meisje dat om het leven komt.               |
| Chad Christ      | Zack Tartak           | de jongen met wie Julie een relatie begint.     |
| Pam Grier        | Rechercheur Vera Cruz | die Liz' dood onderzoekt.                       |
| Carol Kane       | Mevrouw Sherwood      | de lerares.                                     |